# 無綫電視劇集列表
本條目列出所有曾於無綫電視翡翠台播映的電視劇集。